# Diphyllocalyx
Diphyllocalyx é um género de plantas com flores pertencentes à família Verbenaceae.
A sua área de distribuição nativa é em Cuba.
Espécies:
- Diphyllocalyx armatus (Urb.) Greuter & R.Rankin
- Diphyllocalyx cayensis (Britton) Greuter & R.Rankin
- Diphyllocalyx galanus Greuter & R.Rankin
- Diphyllocalyx myrtifolius (Griseb.) Greuter & R.Rankin
- Diphyllocalyx nipensis (Urb.) Greuter & R.Rankin
- Diphyllocalyx urquiolae Greuter & R.Rankin